# Derek Michael Besant
Derek Michael Besant   (Alberta, 1950) RCA, és un artista canadenc que viu a Calgary, Alberta. Des de la dècada de 1980 ha creat gravats, aquarel·les i art a gran escala, en exposicions i com a projectes d'art públic al Canadà i a l'estranger. Des de 1990 ha desenvolupat la seva obra amb les noves tecnologies disponibles en fotografia per crear impressions experimentals i instal·lacions d'impressió.

## Biografia

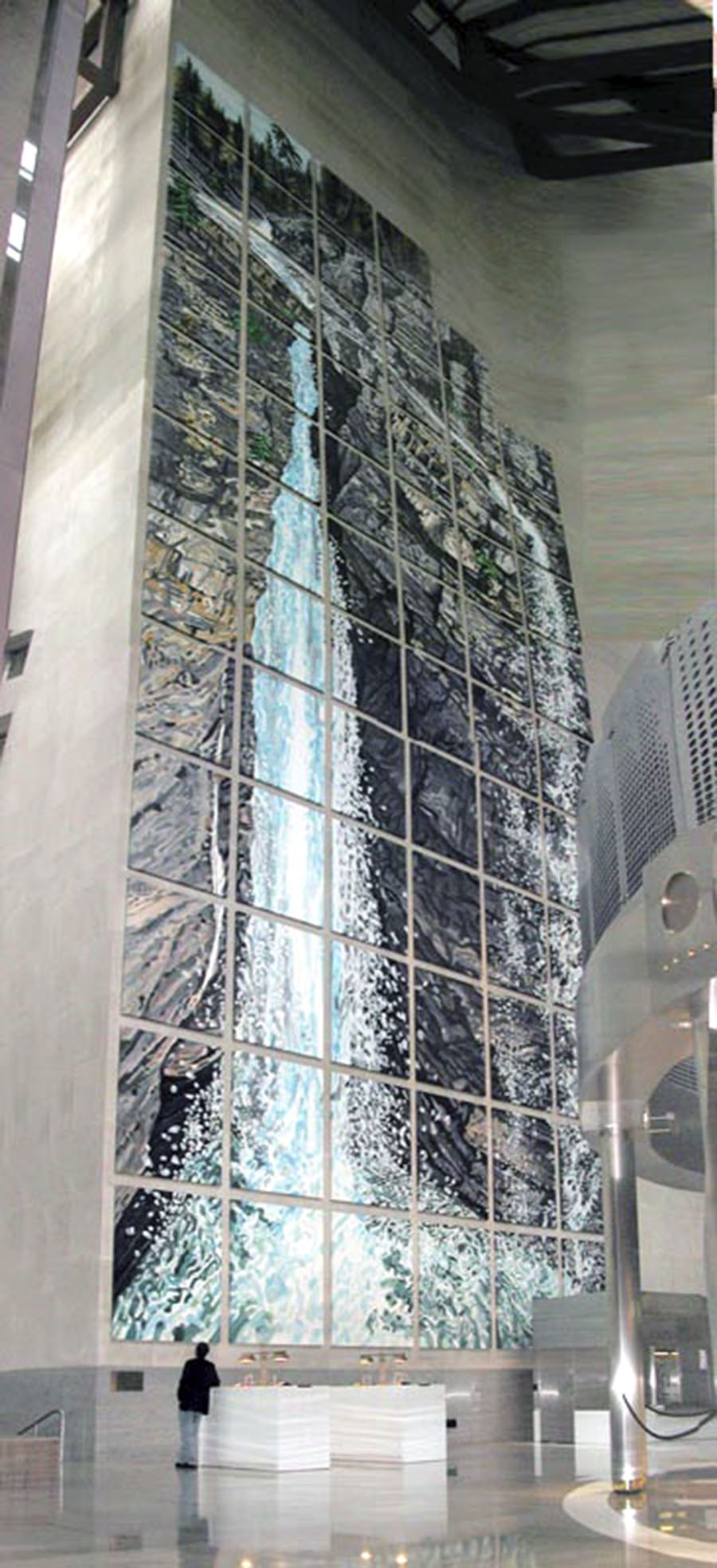
Cascada (1989), Scotia Plaza, Toronto. Reixeta epoxi UV sobre tela.

Besant va estudiar a la Universitat de Calgary, on va rebre un BFA Honors el 1973 i va continuar amb els estudis de postgrau el 1974. Va ser el dissenyador d'exposicions del Glenbow Museum entre 1973 i 1977. Va dissenyar exposicions a galeries d'art i museus, i també va dissenyar catàlegs i exposicions itinerants. El 1977 la Universitat d'Art i Disseny d'Alberta el va convidar a ensenyar al Departament de Dibuix i Belles Arts i hi va ensenyar durant quaranta anys, es va retirar de la docència el 2017. Va ser el cap del Departament de Dibuix entre 1979 i 1993. Des de 1980, també és professor a la Universitat Estatal de Texas a San Marcos.

## Encàrrecs
Alguns dels seus encàrrecs públics inclouen: The Flatiron Mural l'any 1980 darrere l'edifici emblemàtic de Gooderham flatiron de Toronto a Front Street, Waterfall de 15 pisos d'alçada dins de l'atri de Scotia Plaza a King & Bay el 1989, dos murals pel Worldwide Center al 58th i 8th Manhattan Cineplex New York City el 1989, i Train of Thought, una sèrie de retrats a l' estació d'Ottawa de l'Ottawa O-Train el 2018.

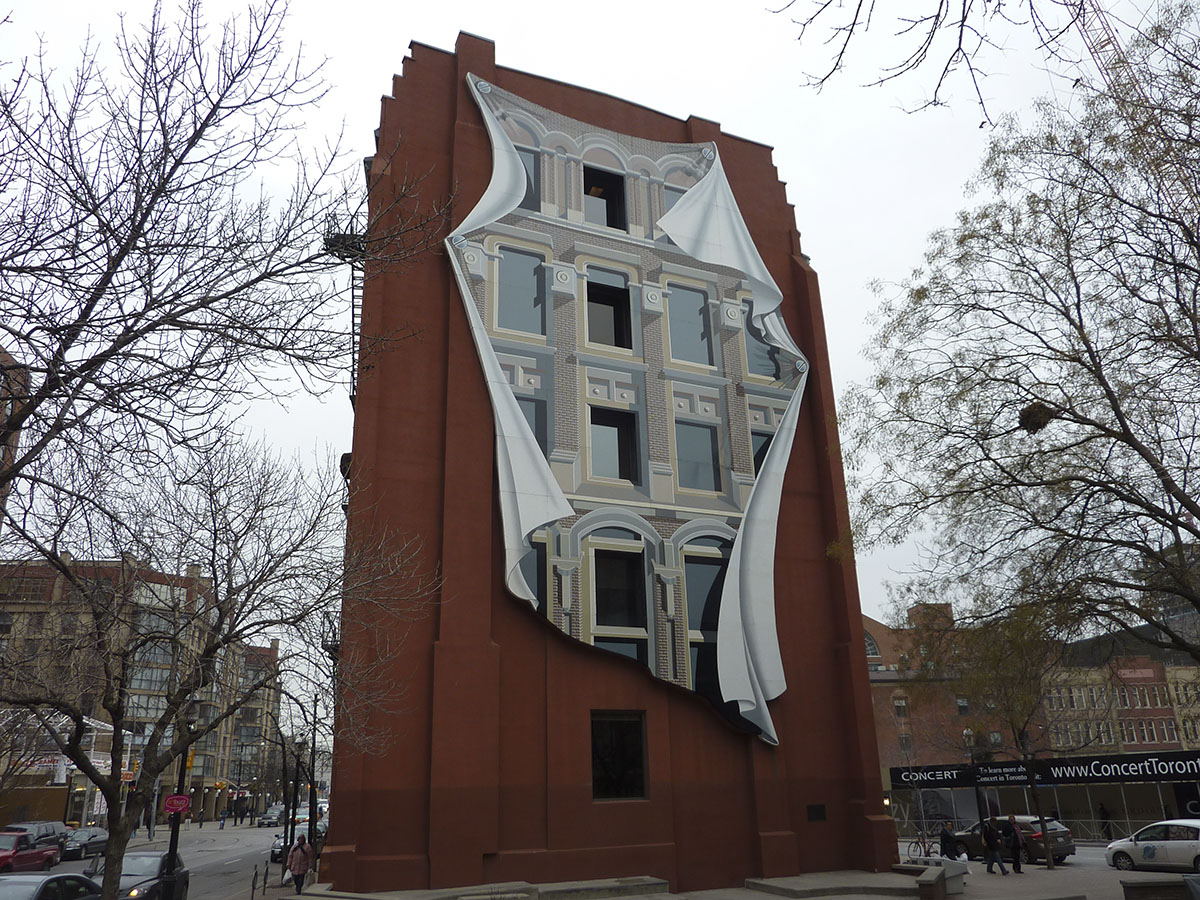
Mural Flatiron (1980), Gooderham Building, Toronto.

## Exposicions públiques seleccionades
Les exposicions de Besant han inclòs: representar el Canadà a la Biennal de Sharjah el 2003, als Emirats Àrabs Units, University of London Goldsmiths College, Tokyo Media-Art Festival, Metropolitan Museum of Photography al Japó, a la Conferència Internacional SIGGRAPH 2004 sobre Computer Imaging + Interactive Technologies, a Los Angeles el 2004, i en moltes altres exposicions internacionals. Des d'aleshores, s'inclouen exposicions unipersonals com 15 Restless Nights (2008), Body Of Water (2008) i The End Of Language (2011) s'han mostrat a diverses galeries del Canadà, i a Edimburg, Madrid, Tòquio i Cambridge, Regne Unit, entre d'altres.
El 2018, per a l'exposició The Dark Woods (Revisited), comissariada per Lubos Culen per a la Vernon Public Art Gallery, Vernon, Colúmbia Britànica, va crear imatges a gran escala (encara que deliberadament una mica desenfocades) mitjançant la impressió de transferència tèrmica UV que contenia fragments incrustats de text d'un llibre d'Alberto Pérez-Gómez, acompanyats d'una projecció de vídeo d'entorns de boscos foscos. El 2020, la seva exposició Drawing Conclusions en la qual va utilitzar tecnologies de tinta UV lenticular i làtex per enregistrar obres arquitectòniques es va mostrar a la Biennal Internacional de Gravat Duoro celebrada al Museu Côa al nord de Portugal. Ha continuat, malgrat la Covid, participant en projectes internacionals, el 2021 va desenvolupar cinc imatges gravades a gran escala inspirades en el seu treball anterior Unmade hotel beds as landscape que es van instal·lar a La Boverie Musée, Lieja, Bèlgica dins l'Exposició Triennal de Gravat. El 2022, The 3rd International Müvészeti Digital Triennial va estrenar la seva nova producció de vídeo Faultline a Budapest, Hongria i va ser un dels 16 artistes internacionals encarregats de produir noves instal·lacions d'art in situ sobre el tema de Das Paradies liegt vors Uns (El paradís davant nostre), pel "125è aniversari de The Bruerei Clemens Härle" a Bodensee al lac Constance al sud de Baviera, Alemanya. El 2022, va comissariar ANTHEM / Expressions of Canadian Identity, obres de llibres d'artista que es van estrenar a The Bibliotheca Alexandrina a Egipte i l'any 2023 van inaugurar a Toronto al Canadian Language Museum. El 2023, va exposar una instal·lació de vídeo titulada Homeless, al Consell de les Biblioteques de la Ciutat de Sydney, Austràlia.

## Resposta crítica
El mural Flatiron de Besant (1980) a l'edifici Gooderham de Toronto ha estat anomenat "un símbol de la vivacitat de l'escena artística contemporània de Toronto" (Boston Globe) i juntament amb l'edifici en si, "una fita per dret propi" (Toronto Star). John Bentley Mays va escriure sobre la seva presentació al Globe and Mail i la va anomenar una "obra mestra d'enginyeria i un triomf artístic".
Una revisió de 1985 a l' Edmonton Journal va descriure les imatges de Besant d'"estructures enmig d'entorns esquemàtics" com "inusuals i altament individuals", i "prou dramàtiques per transcendir l'ordinari i fomentar una investigació visual exhaustiva".

## Polèmica
El 2017, l'Ajuntament de Calgary va ordenar una investigació per les acusacions que Besant havia plagiat el contingut d'una instal·lació d'art públic temporal. Besant es va disculpar i es va retirar el mural.

## Premis i honors
- Membre de la Royal Canadian Academy of Arts (1978)[17]
- Premi del Governador General d'Alberta en Art (1980)
- Premi World Culture in Research Arts & Letters de Milà, Itàlia (1983);[1]
- Concurs d'escultures d'empreses (100.000 dòlars), Mount Royal College (1989)[18]
- Premi d'Art Achievement del tinent governador d'Alberta (1999)
- Premi Distinguished Alumni de la Universitat de Calgary (1999)[1]
- Premi especial a la contribució notable a l'art gràfic del món, Bitola, Macedònia (2018)
- Membre de la Societat d'Artistes Austríacs, Künstlerhaus, Viena, Àustria
- Membre del Consell Editorial de PRINTMAKING TODAY, Londres, Regne Unit.